# Martin Jedlička
Martin Jedlička (* 24. ledna 1998 Příbram) je český profesionální fotbalový brankář, který chytá za český klub FC Viktoria Plzeň. Je bývalým českým mládežnickým reprezentantem.
Jeho starším bratrem je fotbalový útočník Jakub Řezníček.

## Klubová kariéra
Jedlička debutoval v dresu Mladé Boleslavi 3. prosince 2017, a to v ligovém zápase proti Spartě Praha. Ve dvanácté minutě si vstřelil vlastní branku, když špatně vyhodnotil centr Eldara Ćiviće, vyškrábl balon jen na břevno, míč spadl na čáru a kutálel se za ni. Jednalo se o první českou prvoligovou branku, kterou potvrdil systém VAR.
V únoru 2018 odešel na roční hostování s opcí do slovenského klubu DAC Dunajská Streda. Svého debutu v klubu se dočkal 5. srpna 2018, když pomohl k ligové výhře 3:2 nad FC Nitra. V klubu se stal rychle brankářskou jedničkou a dovedl jej na konečné druhé místo v ligové tabulce. Dne 11. července 2019 debutoval Jedlička v evropských pohárech, když odehrál celé utkání prvního předkola Evropské ligy proti polské Cracovii.
Po ukončení hostování přestoupil Jedlička do Dunajské Stredy natrvalo. Jedlička byl klubovou brankářskou jedničkou až do prosince 2021. Tehdy vyšlo na povrch, že odmítl s klubem prodloužit smlouvu, jež mu vyprší v červnu 2022.
Dne 31. května 2022 bylo oznámeno, že Jedlička posílí Viktorii Plzeň.
V podzimní části sezóny 2022/23 plnil Jedlička roli dvojky za Jindřichem Staňkem, a tak v lednu 2023 zamířil na půlroční hostování do Bohemians 1905.
Jedlička na jaře pomohl Bohemians ke čtvrtému místu v lize a postupu do předkola Evropské konferenční ligy. Po návratu do Plzně ale jen kryl záda jedničce Jindřichu Staňkovi. Do brány se na začátku sezony 2023/24 dostal pouze v odvetě 3. předkola Konferenční ligy na hřišti maltské Gziry. V září 2023 tak zamířil na další hostování do Bohemians 1905, tentokráte se jednalo o roční hostování bez opce. V lednu 2024 si ho ale Viktoria Plzeň z hostování stáhla.

## Reprezentační kariéra
Jedlička je bývalý český mládežnický reprezentant, když postupně chytal za reprezentaci do 16, do 17, do 18, do 19, do 20 a do 21 let. V letech 2019 až 2021 byl brankářskou jedničkou týmu do 21 let, který dovedl až na závěrečný turnaj Mistrovství Evropy do 21 let 2021. Na turnaji odehrál všechny tři zápasy základní skupiny proti Itálii, Slovinsku a Španělsku; česká reprezentace však po zisku pouhých dvou bodů nepostoupila do vyřazovací fáze.

## Statistiky

### Klubové
K 17. květnu 2022
| Klub            | Sezóna  | Liga         | Liga   | Liga | Pohár  | Pohár | Evropské poháry | Evropské poháry | Celkem | Celkem |
| Klub            | Sezóna  | Liga         | Zápasy | Góly | Zápasy | Góly  | Zápasy          | Góly            | Zápasy | Góly   |
| --------------- | ------- | ------------ | ------ | ---- | ------ | ----- | --------------- | --------------- | ------ | ------ |
| Mladá Boleslav  | 2017/18 | HET liga     | 1      | 0    | —      | —     | —               | —               | 1      | 0      |
| Dunajská Streda | 2018/19 | Fortuna liga | 29     | 0    | 3      | 0     | —               | —               | 32     | 0      |
| Dunajská Streda | 2019/20 | Fortuna liga | 24     | 0    | 6      | 0     | 4               | 0               | 34     | 0      |
| Dunajská Streda | 2020/21 | Fortuna liga | 31     | 0    | 1      | 0     | 3               | 0               | 35     | 0      |
| Dunajská Streda | 2021/22 | Fortuna liga | 19     | 0    | 0      | 0     | 2               | 0               | 21     | 0      |
| Dunajská Streda | Celkem  | Celkem       | 103    | 0    | 10     | 0     | 9               | 0               | 122    | 0      |
| Celkem          | Celkem  | Celkem       | 104    | 0    | 10     | 0     | 9               | 0               | 123    | 0      |